# (10200) Quadri
(10200) Quadri est un astéroïde de la ceinture principale.

## Description
(10200) Quadri est un astéroïde de la ceinture principale. Il fut découvert le 7 juillet 1997 à Pianoro par Vittorio Goretti. Il présente une orbite caractérisée par un demi-grand axe de 2,72 UA, une excentricité de 0,17 et une inclinaison de 4,4° par rapport à l'écliptique.

## Compléments